# Williams FW37
La Williams FW37 è un'automobile monoposto sportiva di Formula 1, costruita dalla Williams per partecipare al Campionato mondiale di Formula 1 2015.

## Livrea e sponsor
Come nella stagione precedente, le vetture della Williams scesero in pista con la livrea bianca con fascia rosso-blu-azzurra della Martini Racing. Perso l'appoggio del Banco do Brasil, sponsor personale di Felipe Nasr, passato alla Sauber, sulle fiancate delle monoposto britanniche apparve il marchio Rexona (Unilever).

## Piloti
| Piloti ufficiali       | Piloti ufficiali | Piloti ufficiali |
| Nazione                | Nome             | Numero           |
| ---------------------- | ---------------- | ---------------- |
| Brasile (bandiera)     | Felipe Massa     | 19               |
| Finlandia (bandiera)   | Valtteri Bottas  | 77               |
| Collaudatori           |                  |                  |
| Nazione                | Nome             | Numero           |
| Germania (bandiera)    | Adrian Sutil     |                  |
| Regno Unito (bandiera) | Susie Wolff      | 41               |
| Regno Unito (bandiera) | Alex Lynn        |                  |

## Stagione
Nelle prime gare della stagione la FW37 si piazzò stabilmente nella zona punti, non ripetendo però i numerosi piazzamenti a podio della precedente FW36. Nel Gran Premio d'apertura, in Australia, Bottas fu costretto all'abbandono prima del via per un problema alla schiena. Massa, sull'altra monoposto, conquistò un quarto posto, alle spalle delle Mercedes di Lewis Hamilton e Nico Rosberg e della Ferrari di Sebastian Vettel. Nelle gare seguenti Bottas tornò al volante, conquistando una serie di risultati utili insieme al compagno di squadra.
Dopo una battuta d'arresto nel Gran Premio di Monaco, nel quale la monoposto si dimostrò poco competitiva ed entrambi i piloti terminarono fuori dalla zona punti, in Canada Bottas ottenne il primo podio stagionale, chiudendo al terzo posto alle spalle di Hamilton e Rosberg. Il risultato fu ripetuto da Massa nel successivo Gran Premio d'Austria. A Silverstone Massa e Bottas, scattati dalla seconda fila, condussero la gara fino alla prima serie di pit stop, venendo poi sopravanzati da Lewis Hamilton. Nella seconda parte di gara, disputata sotto la pioggia, i due piloti furono passati anche da Rosberg e Vettel, chiudendo in quarta e quinta posizione. Nel Gran Premio d'Ungheria né Massa né Bottas (penalizzato da una foratura nelle ultime fasi di gara) ottennero punti, fatto che si verificò anche nel Gran Premio degli Stati Uniti, nel quale entrambi furono costretti al ritiro per un guasto alle sospensioni. Nelle altre gare almeno uno dei due piloti entrò nei primi dieci, con altri due terzi posti (ad opera di Massa in Italia e di Bottas in Messico) come migliori risultati.
In classifica costruttori la Williams confermò il terzo posto della stagione precedente, seppur con meno punti (257 contro 320).

## Risultati F1
| Anno | Team        | Motore                    | Gomme | Piloti |    |   |   |    |    |    |   |   |    |    |   |   |     |    |    |     |   |    |    | Punti | Pos. |
| ---- | ----------- | ------------------------- | ----- | ------ | -- | - | - | -- | -- | -- | - | - | -- | -- | - | - | --- | -- | -- | --- | - | -- | -- | ----- | ---- |
| 2015 | Williams F1 | Mercedes PU106B Hybrid V6 | P     | Massa  | 4  | 6 | 5 | 10 | 6  | 15 | 6 | 3 | 4  | 12 | 6 | 3 | Rit | 17 | 4  | Rit | 6 | SQ | 8  | 257   | 3º   |
| 2015 | Williams F1 | Mercedes PU106B Hybrid V6 | P     | Bottas | NP | 5 | 6 | 4  | 4  | 14 | 3 | 5 | 5  | 13 | 9 | 4 | 5   | 5  | 12 | Rit | 3 | 5  | 13 | 257   | 3º   |
| 2015 | Williams F1 | Mercedes PU106B Hybrid V6 | P     | Wolff  |    |   |   |    | SP |    |   |   | SP |    |   |   |     |    |    |     |   |    |    | 257   | 3º   |

| Legenda | 1º posto     | 2º posto | 3º posto    | A punti         | Senza punti/Non class.  | Grassetto – Pole position Corsivo – Giro più veloce |
| Legenda | Squalificato | Ritirato | Non partito | Non qualificato | Solo prove/Terzo pilota | Grassetto – Pole position Corsivo – Giro più veloce |